# 里博维莱
里博维莱（法語：Ribeauvillé，法語發音：[ʁibovile] ⓘ），法国东北部城市，大东部大区上莱茵省的一个市镇，隶属于科尔马-里博维莱区，其市镇面积为32.21平方公里，2022年1月1日时人口数量为4,723人，在法国城市中排名第2,345位。
里博维莱位于上莱茵省北部，孚日山东麓的山前地带，是一个区域性的中心城市，因当地的葡萄酒种植园而闻名。
1801至2015年间，里博维莱曾为一个副省会，下辖里博维莱区。

## 地名来源
“里博维莱”一名为“Ribauviller”的转写，其中“Ribau”来源于人名“Radbald”，后者可能为当地历史上的一名领主。

## 历史

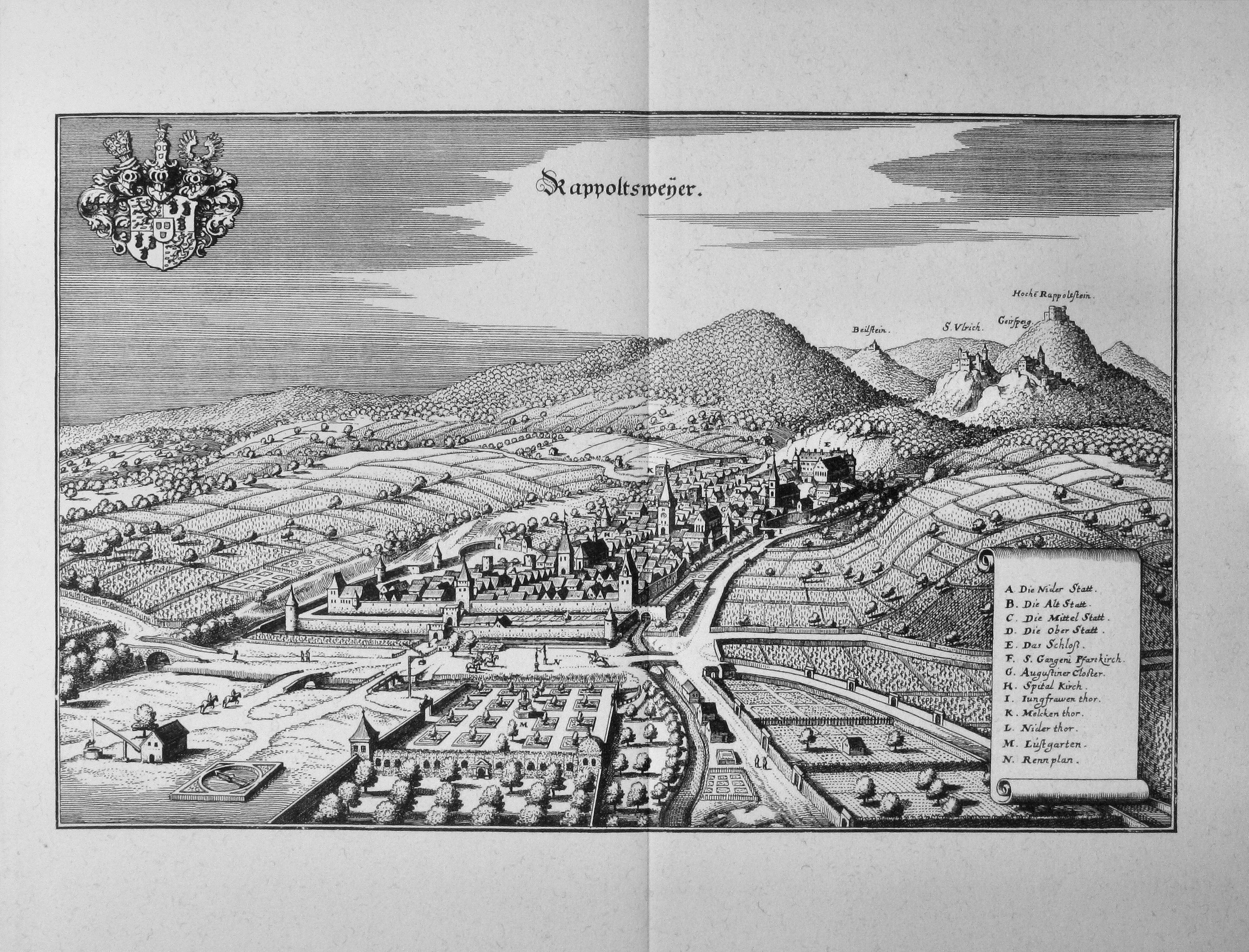
17世纪中后期的里博维莱（绘画）

里博维莱境内有新石器时期的人类活动遗址。中世纪初，里博维莱以“Ratbaldovillare”的形式被记载于阿尔萨斯公爵的手记中。中世纪中期，当地出现了一处为纪念都尔的额我略而建的教堂，其附近逐渐形成聚落。1114年，亨利五世控制此地，并将其设为前奥地利的一处封地。中世纪末期，随着商业发展，里博维莱人口数量有所增加，当地建成了城墙、城堡及塔楼，并出现了葡萄酒种植园以及吟诗班。1648年，根据《威斯特法伦条约》，里博维莱及其所处的阿尔萨斯地区被划入法兰西王国，当地领主获得了伯爵爵位，直至18世纪末。法国大革命后，里博维莱成为上莱茵省的一个市镇及地区行署，自1801年起成为该省的一个副省会。普法战争结束后，里博维莱被普鲁士军队占领，当地官方名称被改为德语名。1879年，连接里博维莱市区和斯特拉斯堡－圣路易铁路之间的地方铁路建成通车。第一次世界大战结束后，阿尔萨斯-洛林地区重归法国，里博维莱恢复原名。1939年，里博维莱地方铁路停运。第二次世界大战期间，里博维莱被纳粹德军占领并再次被更为德语名。20世纪中后期，因缺少可利用土地且偏离交通主干线，里博维莱人口数量有所下降。2015年，里博维莱副省政府被撤销，原里博维莱区与科尔马区合并成为科尔马-里博维莱区。
在地方历史研究方面，1925年，当地地方史爱好者成立了里博维莱地区历史研究学会（Cercle de recherche historique de Ribeauvillé et environs）。

## 地理

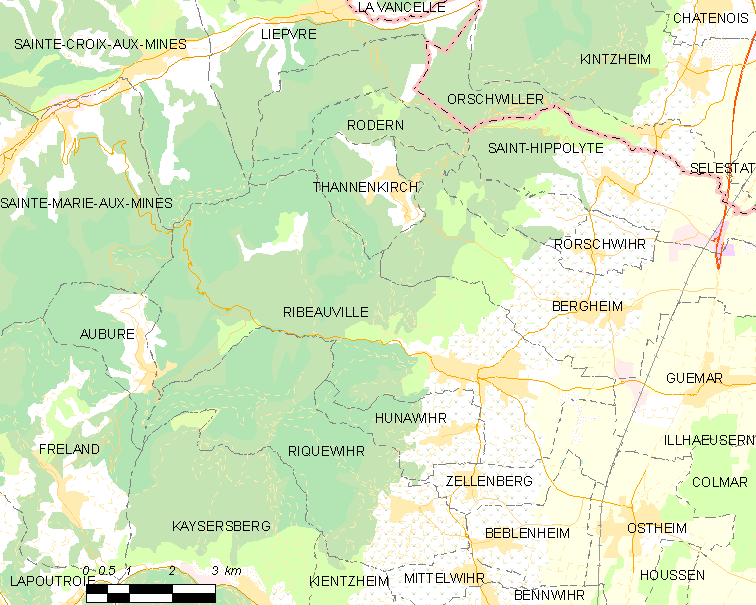
里博维莱市镇范围地图

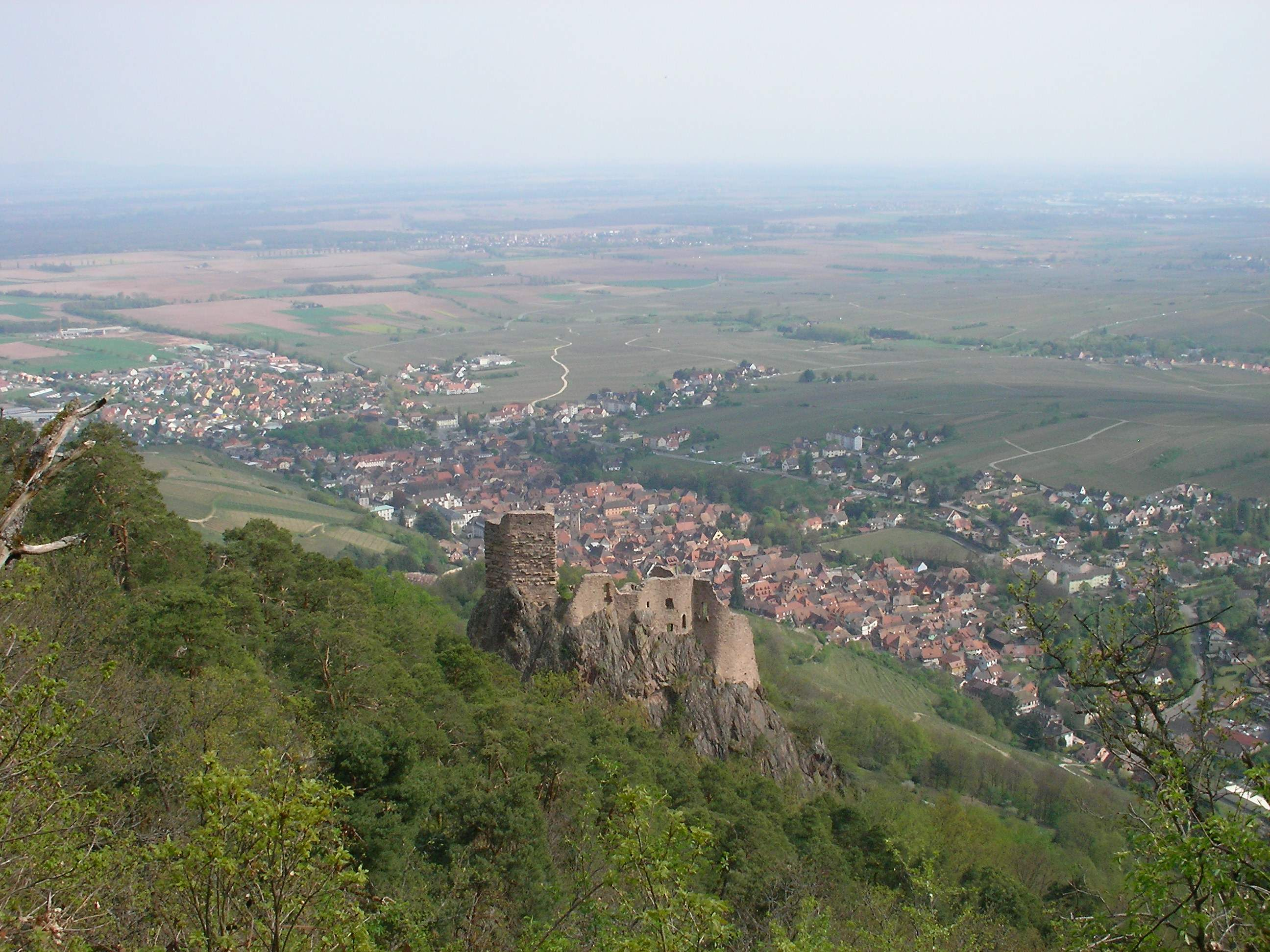
眺望里博维莱镇中心

里博维莱位于法国东北部，大东部大区东部和上莱茵省北部，距离省会科尔马大约17公里。与里博维莱接壤的市镇包括：于纳维、欧比尔、圣玛丽欧米讷、圣克鲁瓦欧米讷、列夫尔、圣伊波利特、塔嫩基什、贝尔盖姆、盖马尔、里克维尔、罗代恩。

### 地形
里博维莱位于孚日山东部山前地带，其市镇范围包含了山区和山前平原两大地块，市镇中心地势较为平坦，西部为地形复杂的山地，全境海拔在188到989米之间。

### 水文
里博维莱位于莱茵河流域，什特伦巴克河自西向东贯穿境内，其左岸支流卢策尔巴克河（Le Lutzelbach）在里博维莱镇中心与其交汇。

### 植被
里博维莱属于温带阔叶混交林区，是孚日山圆顶峰地区自然公园的组成部分。市中心的市政花园（Jardin de ville）是当地主要的城市绿地，市镇范围西部则为广袤的里博维莱森林（Forêt de Ribeauvillé）。
在鲜花城市的评比中，里博维莱被评为4星级（最高级）鲜花城市。

### 气候
里博维莱在柯本气候分类法中属于大陆性特征的温带海洋性气候。
里博维莱境内设有气象站，以下为该气象站的数据（其中日照数据取自马耶奈姆气象站）：
| 里博维莱1981年－2019年 | 里博维莱1981年－2019年 | 里博维莱1981年－2019年 | 里博维莱1981年－2019年 | 里博维莱1981年－2019年 | 里博维莱1981年－2019年 | 里博维莱1981年－2019年 | 里博维莱1981年－2019年 | 里博维莱1981年－2019年 | 里博维莱1981年－2019年 | 里博维莱1981年－2019年 | 里博维莱1981年－2019年 | 里博维莱1981年－2019年 | 里博维莱1981年－2019年 |
| 月份                   | 1月                    | 2月                    | 3月                    | 4月                    | 5月                    | 6月                    | 7月                    | 8月                    | 9月                    | 10月                   | 11月                   | 12月                   | 全年                   |
| ---------------------- | ---------------------- | ---------------------- | ---------------------- | ---------------------- | ---------------------- | ---------------------- | ---------------------- | ---------------------- | ---------------------- | ---------------------- | ---------------------- | ---------------------- | ---------------------- |
| 历史最高温 °C（°F）    | 17.1 (62.8)            | 21.9 (71.4)            | 24.2 (75.6)            | 29.9 (85.8)            | 34.6 (94.3)            | 37.9 (100.2)           | 39.4 (102.9)           | 39.7 (103.5)           | 33.9 (93.0)            | 29.8 (85.6)            | 22.9 (73.2)            | 17.5 (63.5)            | 39.7 (103.5)           |
| 平均高温 °C（°F）      | 4.8 (40.6)             | 7.9 (46.2)             | 11.7 (53.1)            | 16.5 (61.7)            | 21.1 (70.0)            | 24.7 (76.5)            | 26.1 (79.0)            | 25.5 (77.9)            | 21.2 (70.2)            | 16.3 (61.3)            | 9.3 (48.7)             | 5 (41)                 | 15.8 (60.4)            |
| 日均气温 °C（°F）      | 1.8 (35.2)             | 4.1 (39.4)             | 7.2 (45.0)             | 11.3 (52.3)            | 15.8 (60.4)            | 19.2 (66.6)            | 20.5 (68.9)            | 20 (68)                | 15.9 (60.6)            | 11.8 (53.2)            | 6 (43)                 | 2.3 (36.1)             | 11.3 (52.3)            |
| 平均低温 °C（°F）      | −1.2 (29.8)            | 0.3 (32.5)             | 2.7 (36.9)             | 6.1 (43.0)             | 10.5 (50.9)            | 13.6 (56.5)            | 14.9 (58.8)            | 14.5 (58.1)            | 10.7 (51.3)            | 7.3 (45.1)             | 2.7 (36.9)             | −0.3 (31.5)            | 6.8 (44.2)             |
| 历史最低温 °C（°F）    | −15 (5)                | −14.1 (6.6)            | −11.4 (11.5)           | −3.7 (25.3)            | 2 (36)                 | 4.3 (39.7)             | 6 (43)                 | 6 (43)                 | 1.4 (34.5)             | −4 (25)                | −10.4 (13.3)           | −17.7 (0.1)            | −17.7 (0.1)            |
| 平均降水量 mm（）      | 44.8 (1.76)            | 48.1 (1.89)            | 48.5 (1.91)            | 45.4 (1.79)            | 74.1 (2.92)            | 66.3 (2.61)            | 74.2 (2.92)            | 78.2 (3.08)            | 52.1 (2.05)            | 68.4 (2.69)            | 56.7 (2.23)            | 58.1 (2.29)            | 714.9 (28.15)          |
| 月均日照時數           | 71.8                   | 97                     | 144.7                  | 180.2                  | 201.5                  | 225.5                  | 239.2                  | 223.6                  | 170.7                  | 116.9                  | 70.5                   | 57.5                   | 1,799.1                |
| 来源：infoclimat.fr    |                        |                        |                        |                        |                        |                        |                        |                        |                        |                        |                        |                        |                        |

## 行政区划
里博维莱是法国大东部大区上莱茵省的一个市镇，编号为68269。里博维莱隶属于科尔马-里博维莱区、上莱茵省第二选区和圣玛丽欧米讷县，同时也是里博维莱地区市镇公共社区的办公驻地。
法国国家统计与经济研究所（简称）在进行数据统计时，将里博维莱单独设为里博维莱城市核心区，并将包括核心区在内的周边共15个市镇划为里博维莱生活区域（Bassin de vie de Ribeauvillé）。自2020年起，里博维莱被划入包含95个市镇的科尔马城市辐射区。此外，还将里博维莱市镇整体看作一个“块区”（IRIS），以便于统计人口分布情况。

## 交通

### 公路
多条上莱茵省省道在里博维莱境内交汇。大东部大区下属的城际客运提供巴士线路，可前往科尔马。
| 18 | 9 |

| 23 | 11 |

| 科尔马 | 16 |

| 米卢斯 | 58 |

| 斯特拉斯堡-（城站） | 67 |

| 奥贝奈 | 42 |

| 孚日圣迪耶 | 43 |

| 孚日圣迪耶 | 45 |

2018年，67.3%的里博维莱家庭拥有至少一辆私人汽车。2019年，里博维莱境内共发生各类交通事故1起，造成1人受伤。

### 铁路

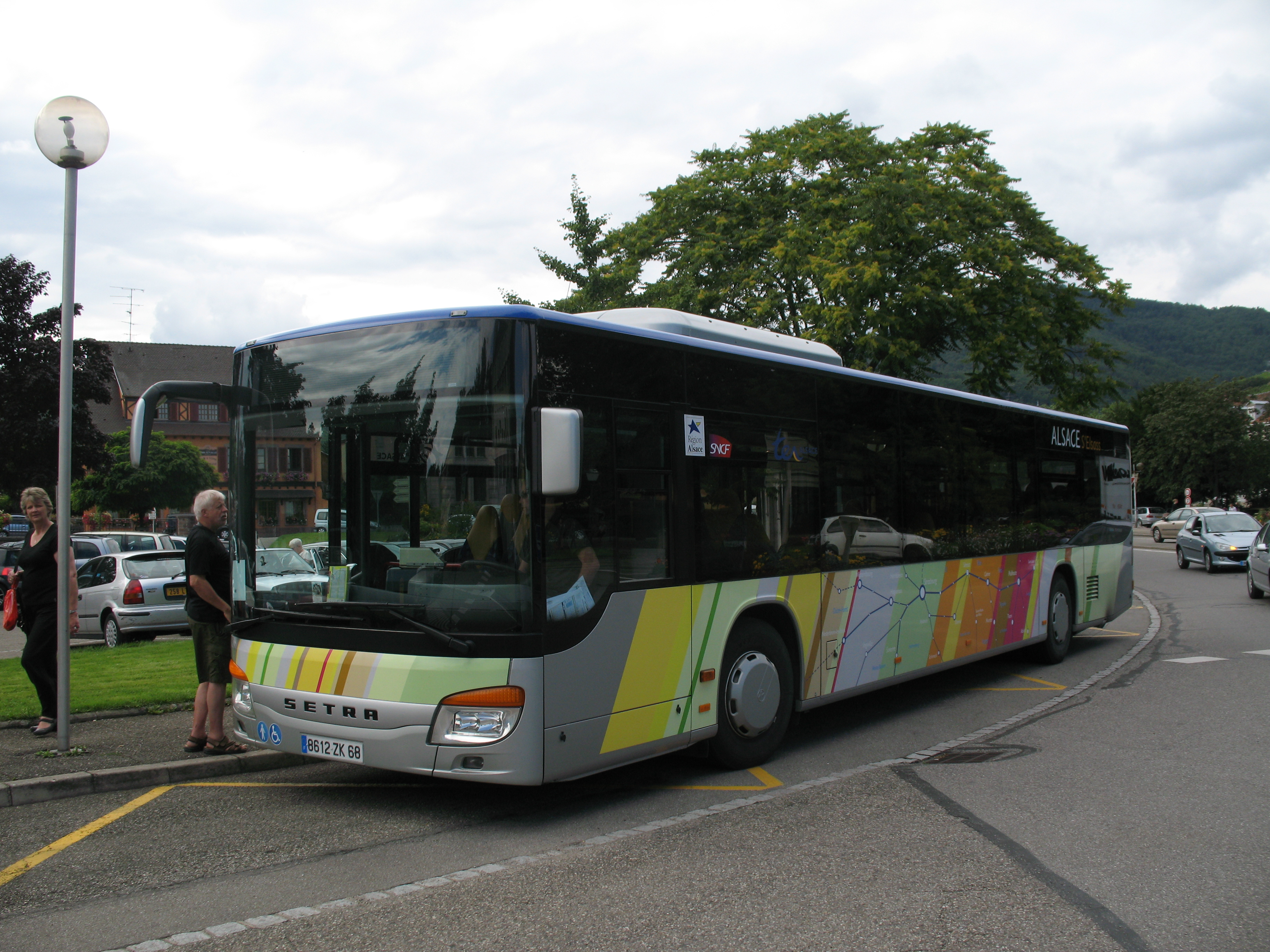
途径里博维莱的一辆城际巴士

里博维莱市区内的城站火车站以及连接该站的地方铁路已于1939年停止运行；位于斯特拉斯堡－圣路易铁路上的里博维莱站亦于2011年关闭。距离里博维莱最近的运营中的客运铁路车站为15公里外的塞莱斯塔站，该站停靠往返于斯特拉斯堡和米卢斯一线的区域列车。

### 航空
距离里博维莱最近的民用航空站为斯特拉斯堡机场，距离里博维莱市中心的公路里程约61公里。

### 城市公共交通
截至2022年1月，里博维莱暂无城市公共交通系统。

## 政治

### 市政内阁
里博维莱的现任市长为让-路易·克里斯特先生，他是共和党的一名成员，在2020年的市政选举中获得了100%的支持率（无其他候选人）。
| 里博维莱历届市长 | 里博维莱历届市长                    | 里博维莱历届市长                           |
| 任期             | 市长                                | 党派                                       |
| ---------------- | ----------------------------------- | ------------------------------------------ |
| 1945年－1965年   | Robert Faller 罗伯特·法勒           | 不详                                       |
| 1965年－1971年   | Paul Leibenguth 保罗·莱本古斯       | 不详                                       |
| 1971年－1973年   | Henri Hagenmuller 亨利·哈根米勒     | 不详                                       |
| 1973年－1977年   | Yvonne Schlumberger 伊冯娜·斯伦贝谢 | 不详                                       |
| 1977年－1995年   | Pierre Posth 皮埃尔·波斯            | 不详                                       |
| 1995年－2001年   | Pierre Schmitt 皮埃尔·施密特        | Les Verts绿党                              |

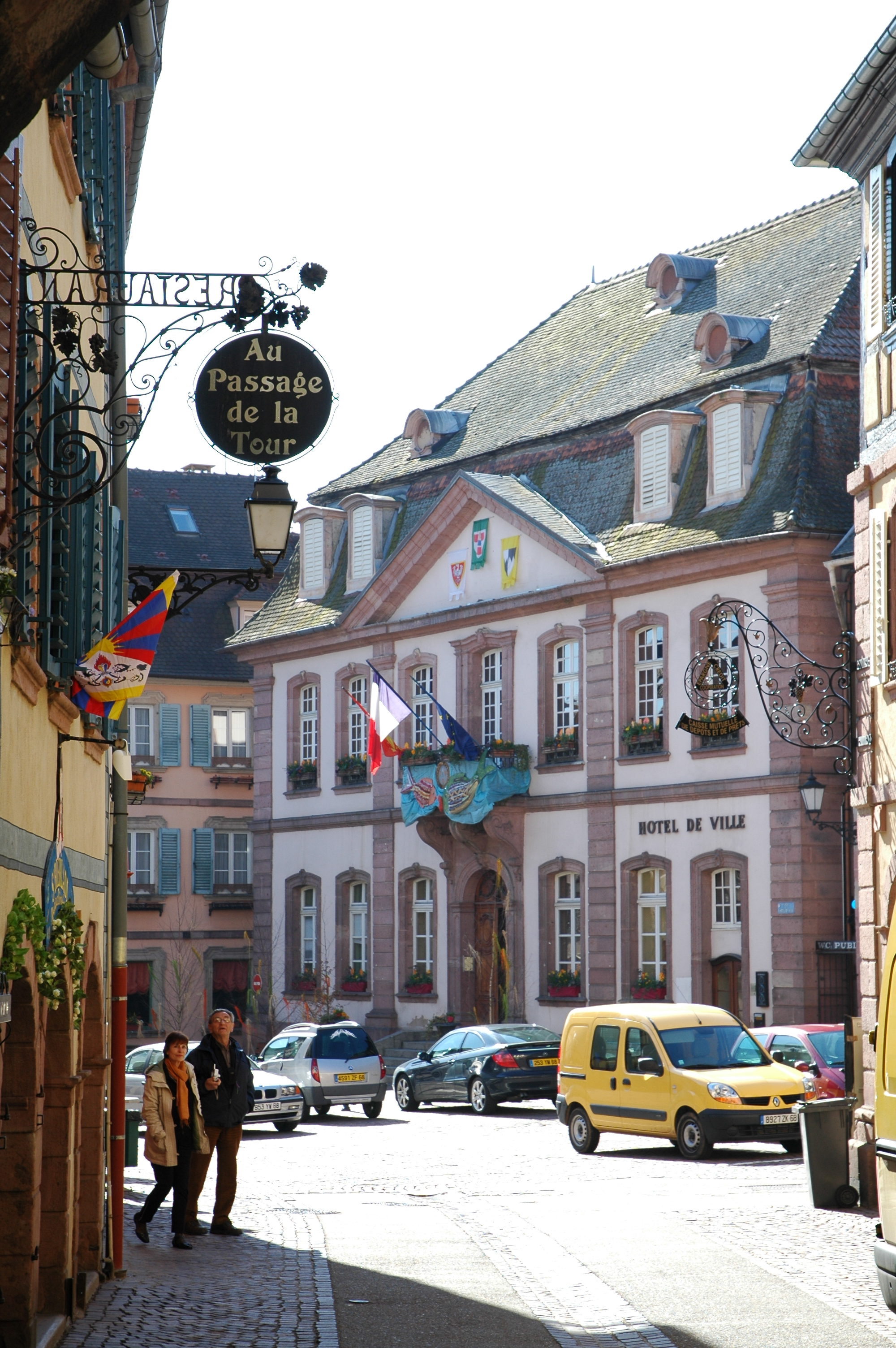
里博维莱市政厅

| 2001年－         | Jean-Louis Christ 让-路易·克里斯特  | UDF法国民主联盟 →UMP人民运动联盟 →LR共和黨 |

### 各级选举
| 里博维莱历届投票选举结果 | 里博维莱历届投票选举结果 | 里博维莱历届投票选举结果 | 里博维莱历届投票选举结果 | 里博维莱历届投票选举结果      | 里博维莱历届投票选举结果 | 里博维莱历届投票选举结果 | 里博维莱历届投票选举结果      | 里博维莱历届投票选举结果 | 里博维莱历届投票选举结果 |
| 选举项目                 | 选举范围                 | 选区单位                 | 选举结果                 | 选举结果                      | 选举结果                 | 选举结果                 | 选举结果                      | 选举结果                 | 参考资料                 |
| 选举项目                 | 选举范围                 | 选区单位                 | 第一轮胜出者             | 第一轮胜出者                  | 支持率                   | 第二轮胜出者             | 第二轮胜出者                  | 支持率                   | 参考资料                 |
| ------------------------ | ------------------------ | ------------------------ | ------------------------ | ----------------------------- | ------------------------ | ------------------------ | ----------------------------- | ------------------------ | ------------------------ |
| 2017年法國總統選舉       | 法國                     | 市镇                     |                          | 弗朗索瓦·菲永                 | 26.45%                   |                          | 埃马纽埃尔·马克龙             | 64.5%                    | [ 25 ]                   |
| 2017年法国立法选举       | 上莱茵省第二选区         | 市镇                     |                          | 于贝尔·奥特                   | 39.05%                   |                          | 于贝尔·奥特                   | 50.74%                   | [ 25 ]                   |
| 2019年欧洲议会选举       | 法國                     | 市镇                     |                          | 复兴运动党                    | 28.94%                   | （不适用）               | （不适用）                    | （不适用）               | [ 25 ]                   |
| 2021年法国省级选举       | 上莱茵省                 | 县                       |                          | 皮埃尔·比尔 埃米丽·埃尔代尔勒 | 45.58%                   |                          | 皮埃尔·比尔 埃米丽·埃尔代尔勒 | 66.73%                   | [ 26 ]                   |
| 2021年法国省级选举       | 上莱茵省                 | 市镇                     |                          | 皮埃尔·比尔 埃米丽·埃尔代尔勒 | 45.51%                   |                          | 皮埃尔·比尔 埃米丽·埃尔代尔勒 | 66.5%                    | [ 26 ]                   |
| 2021年法国大区选举       | 大東部大區               | 市镇                     |                          | 布丽吉特·克林克特             | 34.28%                   |                          | 布丽吉特·克林克特             | 34.74%                   | [ 27 ]                   |

## 人口
2018年，里博维莱市镇人口数量为4,697，在法国排名第2,345位。其中男性2,153人，女性2,544人，75岁及以上人口占12.1%，外籍人口数量为1,156人，人口密度为146人/平方公里，当地居民被称为（男性）或（女性）。2019年，里博维莱境内出生42人，死亡人口60人。
| 年份   | 1936  | 1946  | 1954  | 1962  | 1968  | 1975  | 1982  | 1990  | 1999  | 2004  | 2006  | 2009  | 2014  | 2019  |
| ------ | ----- | ----- | ----- | ----- | ----- | ----- | ----- | ----- | ----- | ----- | ----- | ----- | ----- | ----- |
| 人口數 | 4,882 | 4,809 | 4,764 | 4,314 | 4,137 | 4,282 | 4,506 | 4,774 | 4,929 | 4,948 | 4,973 | 4,798 | 4,740 | 4,665 |

## 经济

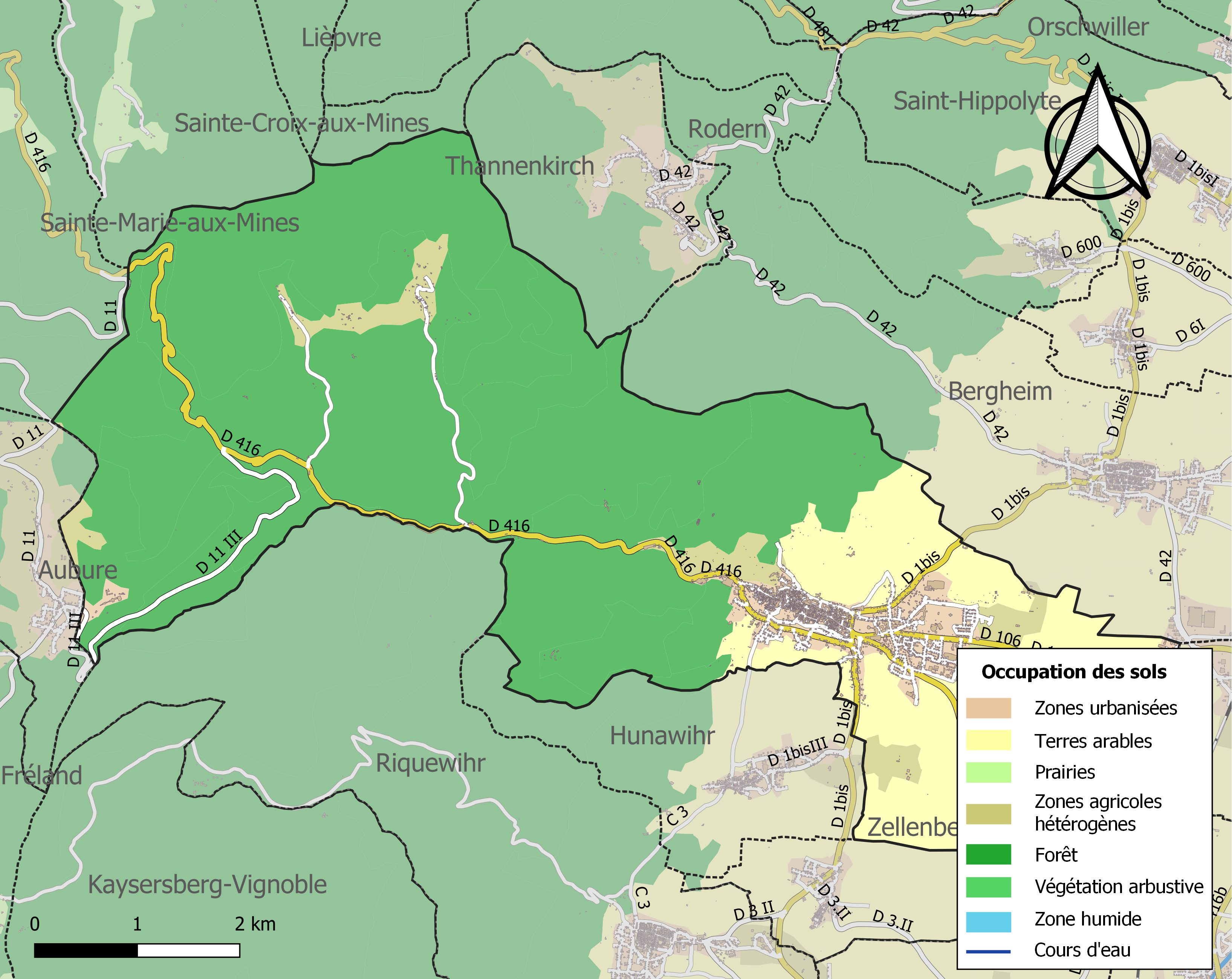
里博维莱土地利用情况地图

里博维莱是一个区域性的中心城市。截止2022年1月，里博维莱市镇范围内共有各类用人单位（包含自雇）890家，平均历史为20年，其中98.98%为中小型企业（PME）。（大型零售）、（博彩）及（饮用水生产）是当地2020年营业额最高的三个企业，分别为28,102,070欧元、17,530,715欧元和14,988,694欧元。

## 财政与居民收入
2020年，里博维莱的财政收入总额为7,263,950欧元，财政支出总额为5,825,170欧元，当年的债务总额为3,979,900欧元。2021年，里博维莱共获得209,693欧元的国家财政补助，比上一年减少了16.98%。
2019年，里博维莱的人均月收入总额为2,274欧元，其中高级职员为4,086欧元，低于法国平均水平（4,230欧元）；中级职员为2,447欧元，高于法国平均水平（2,411欧元）；普通职员为1,700欧元，低于法国平均水平（1,740欧元）。
2018年，里博维莱境内的青壮年（15至64岁）失业率为11.5%，当地52.8%的家庭拥有纳税资格，平均纳税3,320欧元，低于法国平均水平（3,910欧元）。

## 社会事务

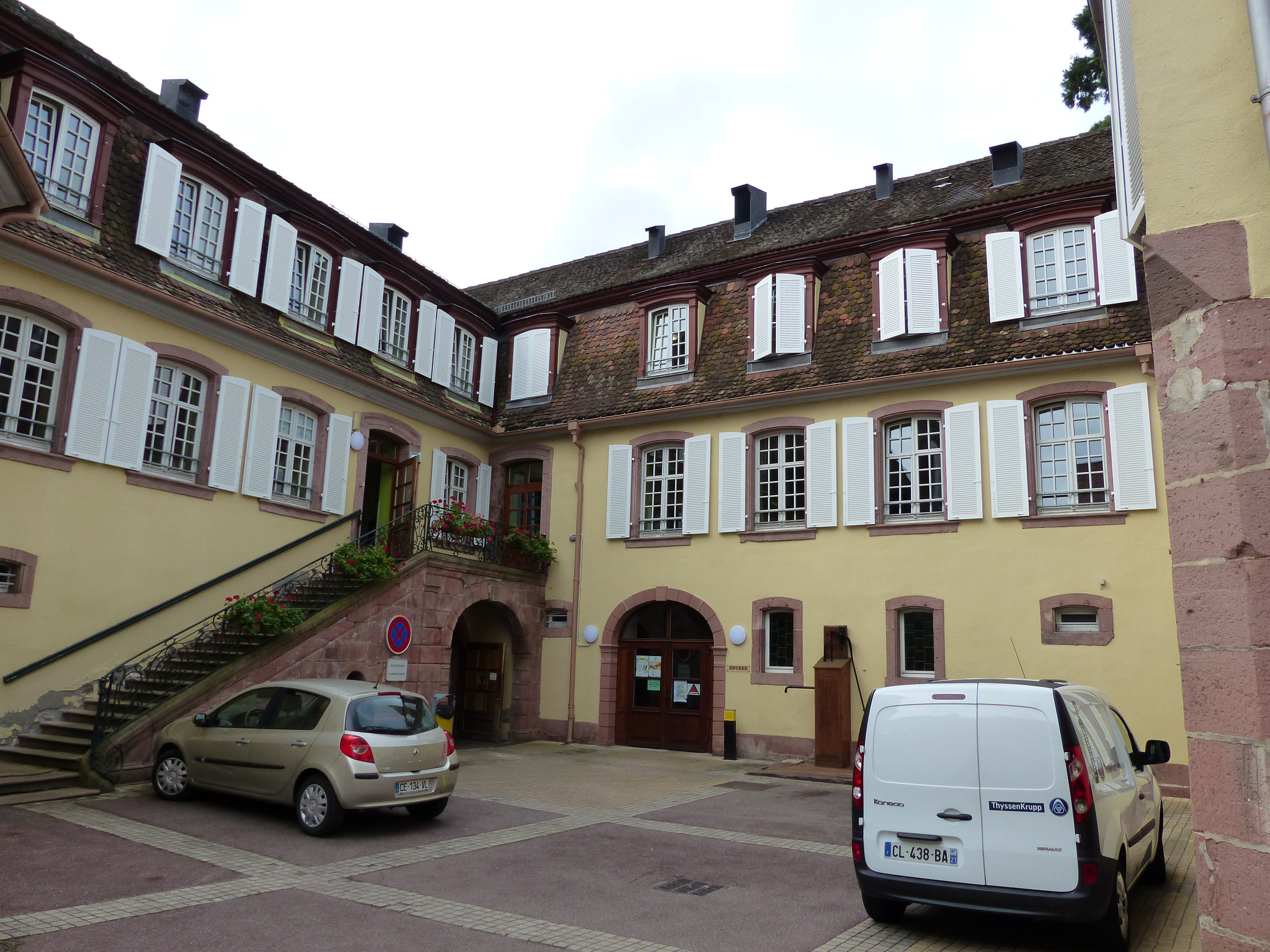
里博维莱的一处养老院

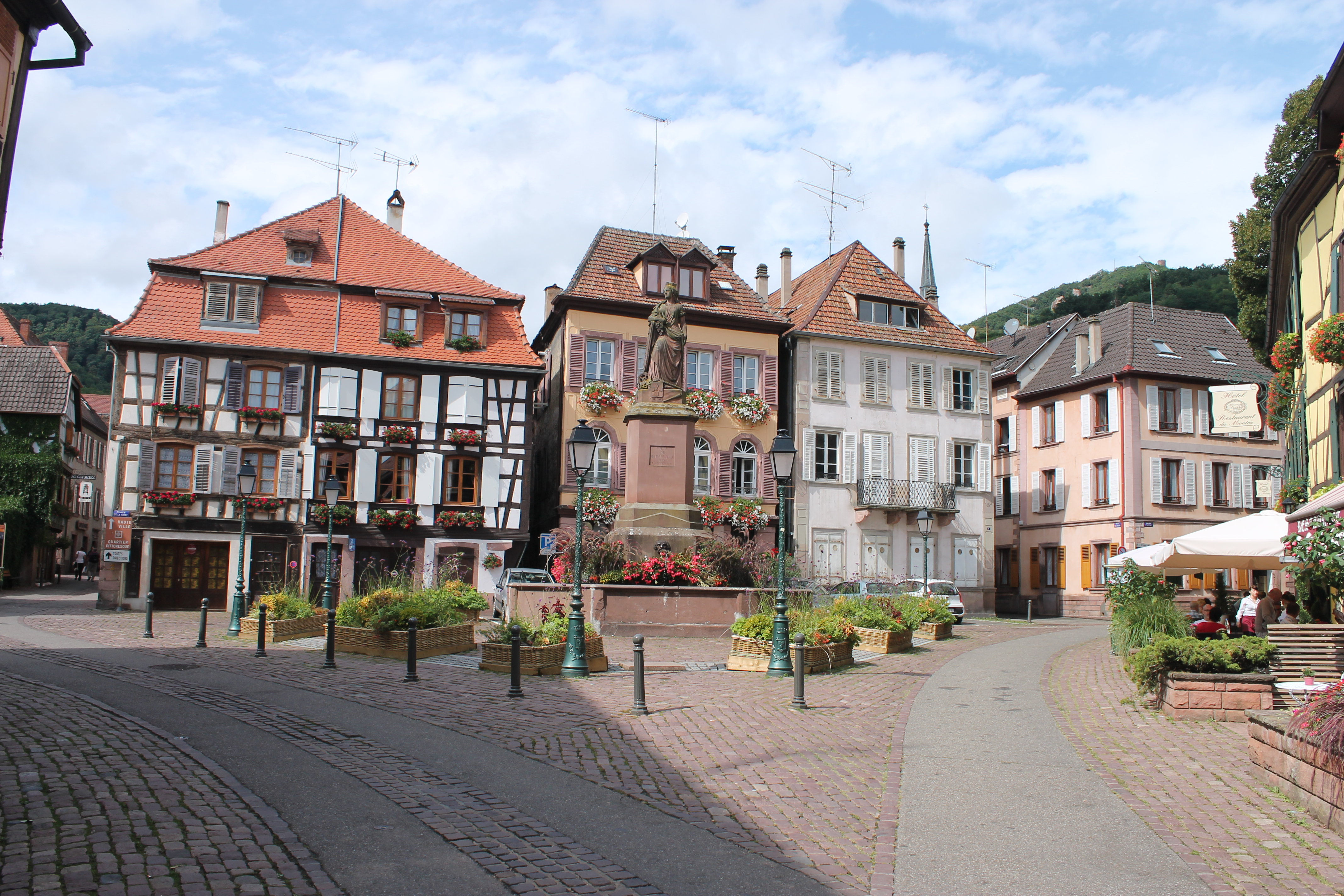
西娜广场

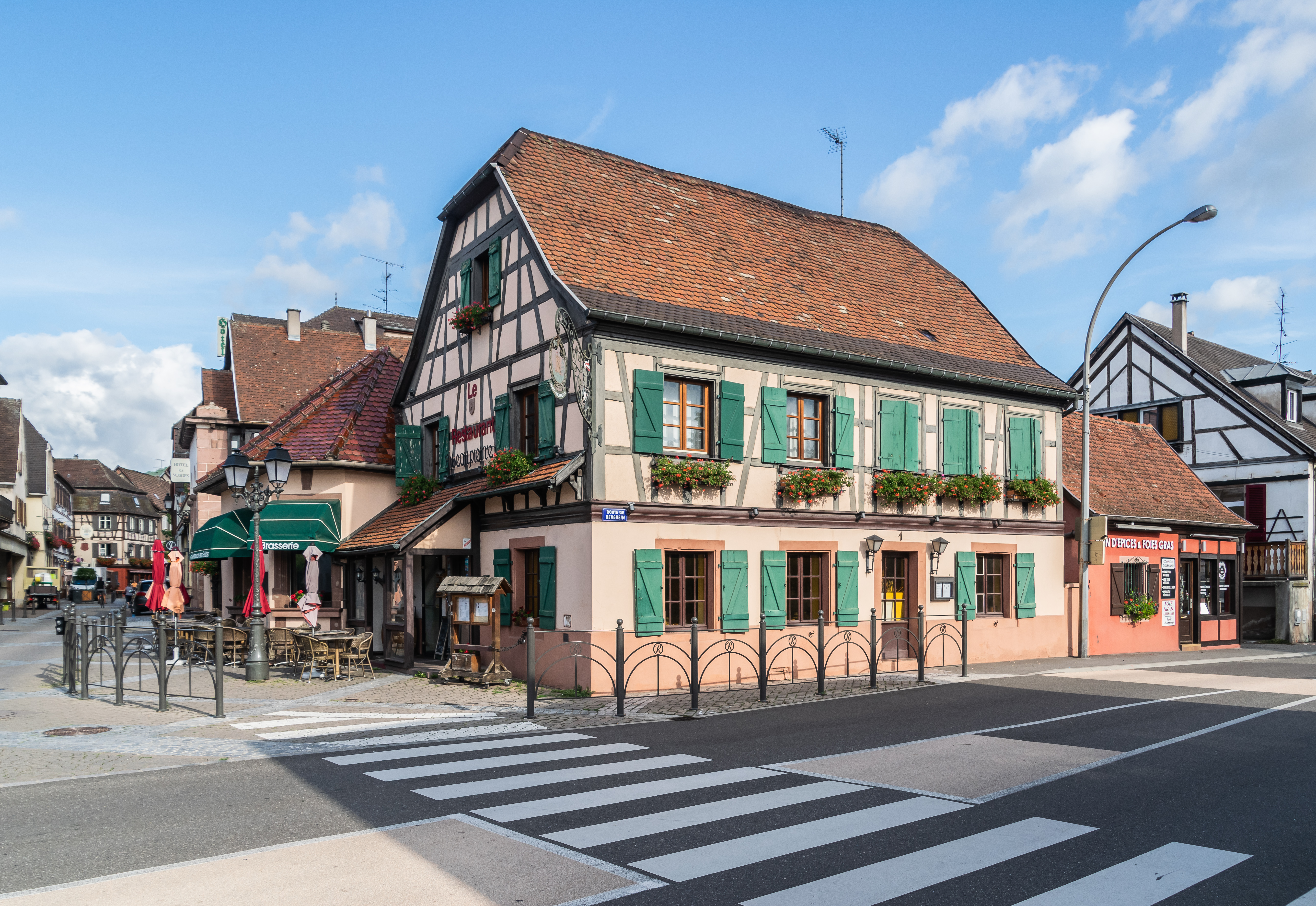
里博维莱的一家餐厅

### 教育
里博维莱属于斯特拉斯堡学区。截止2020年1月1日，里博维莱境内共有2所小学、2所初级中学和1所普通高中。2018至2019学年度，里博维莱境内共有在校中等教育阶段学生1,636名。

### 医疗
截止2020年1月1日，里博维莱境内共有全科医生6名、保健师9名、牙医4名、护士4名、眼科医生4名、助产士1名和儿科医生1名。境内共有药房2家、养老院2家。
里博维莱中心医院（Centre Hospitalier de Ribeauvillé）是法国的一个区域性医疗机构，其主病区位于里博维莱市区，设有床位195个，是当地规模最大的公立综合性医院。

### 住房
2018年，里博维莱境内共有各类住房2,703套，其中41.3%为独立式居民区，58.6%为集中式居民区。常住房屋占里博维莱市镇范围内居民建筑总量的78%。
在住房保障政策方面，2020年，里博维莱境内共有366户家庭获得了住房经济补助，受益人数占总人口数量的7.8%，其中355份为房租补助。

### 商业
2019年，里博维莱境内共有各类实体商铺157家，其中餐厅44家、大型超市2家、杂货店8家、面包房6家、肉铺1家、书店2家、装饰品店1家、银行门店7家、美容美发店6家、汽车维修店5家。市中心建有一家家乐福便民超市，市区东部则建有E.Leclerc大型购物商场。

### 体育
2020年，里博维莱境内共有2家游泳池、2间体育馆、1座综合体育场、3处网球场、1处马术场、1处足球或橄榄球场以及3处篮球或排球场。
截至2022年1月，里博维莱体育联盟（AS Ribeauvillé，编号504074）是当地唯一的注册足球俱乐部，2021至2022赛季参加大东部大区足球联赛乙组（法国第七级别），其主场皮埃尔·顾拜旦球场（Stade Pierre de Coubertin）位于市区东部。

### 环境
里博维莱的环境事务由其所属的里博维莱地区市镇公共社区负责。2019年，里博维莱境内共有1家污染企业。

### 治安
2019年，里博维莱市镇范围内有1处宪兵队。
里博维莱所在地是科尔马宪兵总队的管辖范围。2020年，该宪兵总队辖区内共90个市镇累计发生各类案件2,811起，其中盗窃类案件1,165起，经济类案件500起，毒品交易类案件198起。

## 文化
2020年，里博维莱境内有1家电影院。里博维莱市政府提供多媒体中心，每周二至六向公众开放。

### 建筑
里博维莱境内有多处历史建筑，其中法国国家文物保护单位包括上里博皮埃尔城堡、圣格雷瓜尔教堂、恩赐教堂等。

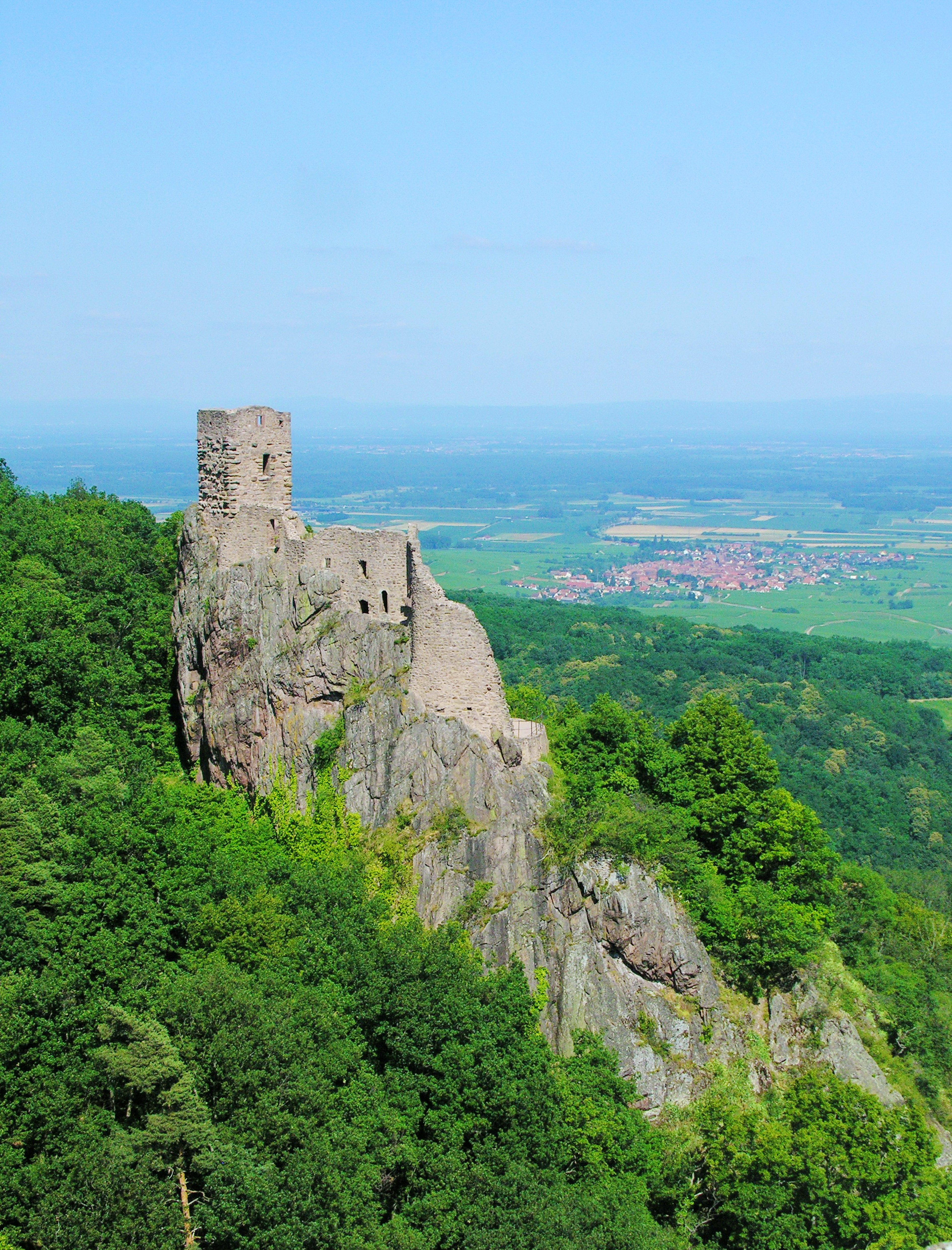
日尔斯堡城堡（法语：Château du Girsberg）旧址
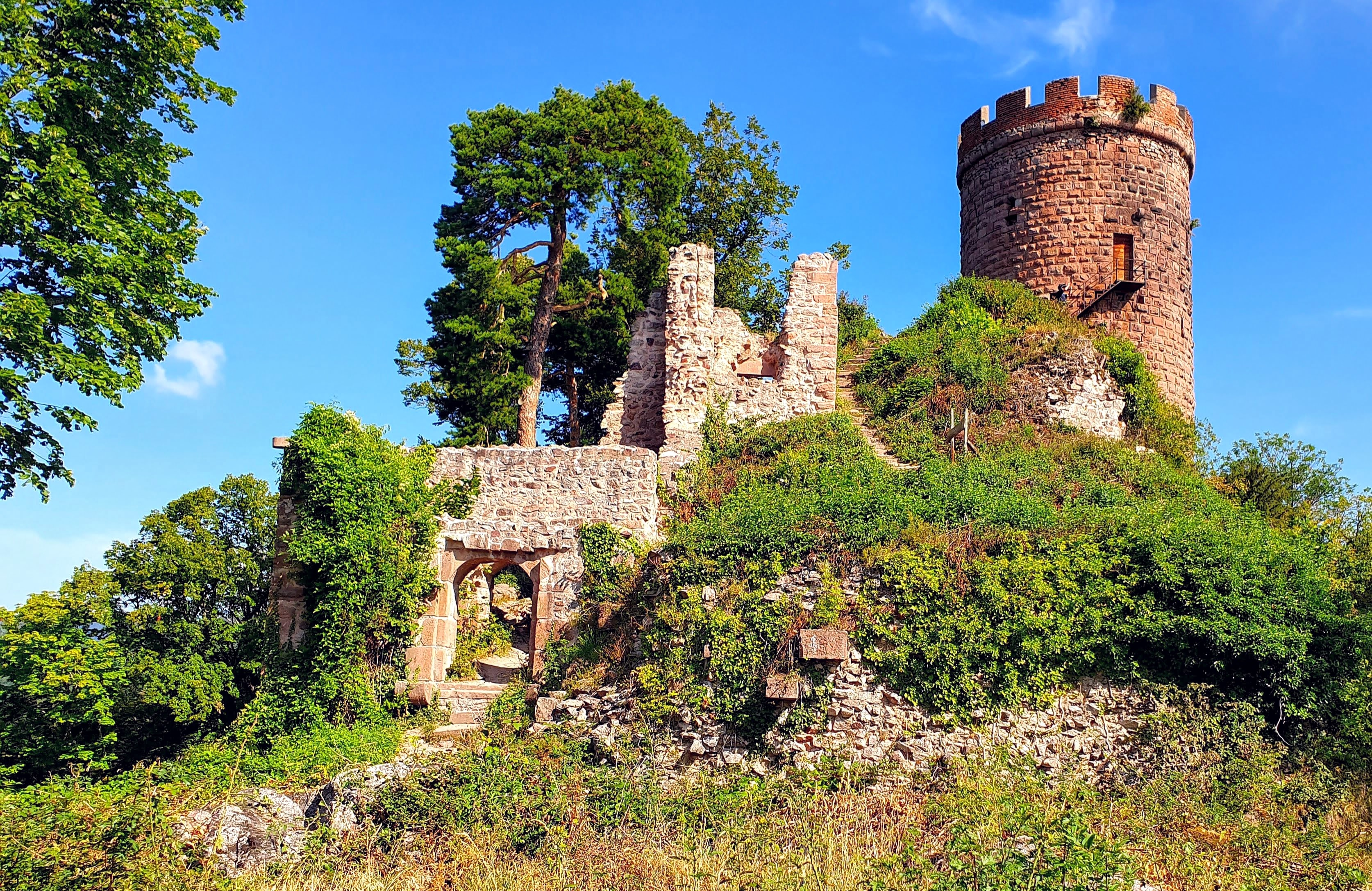
上里博皮埃尔城堡（法语：Château du Haut-Ribeaupierre）碉楼
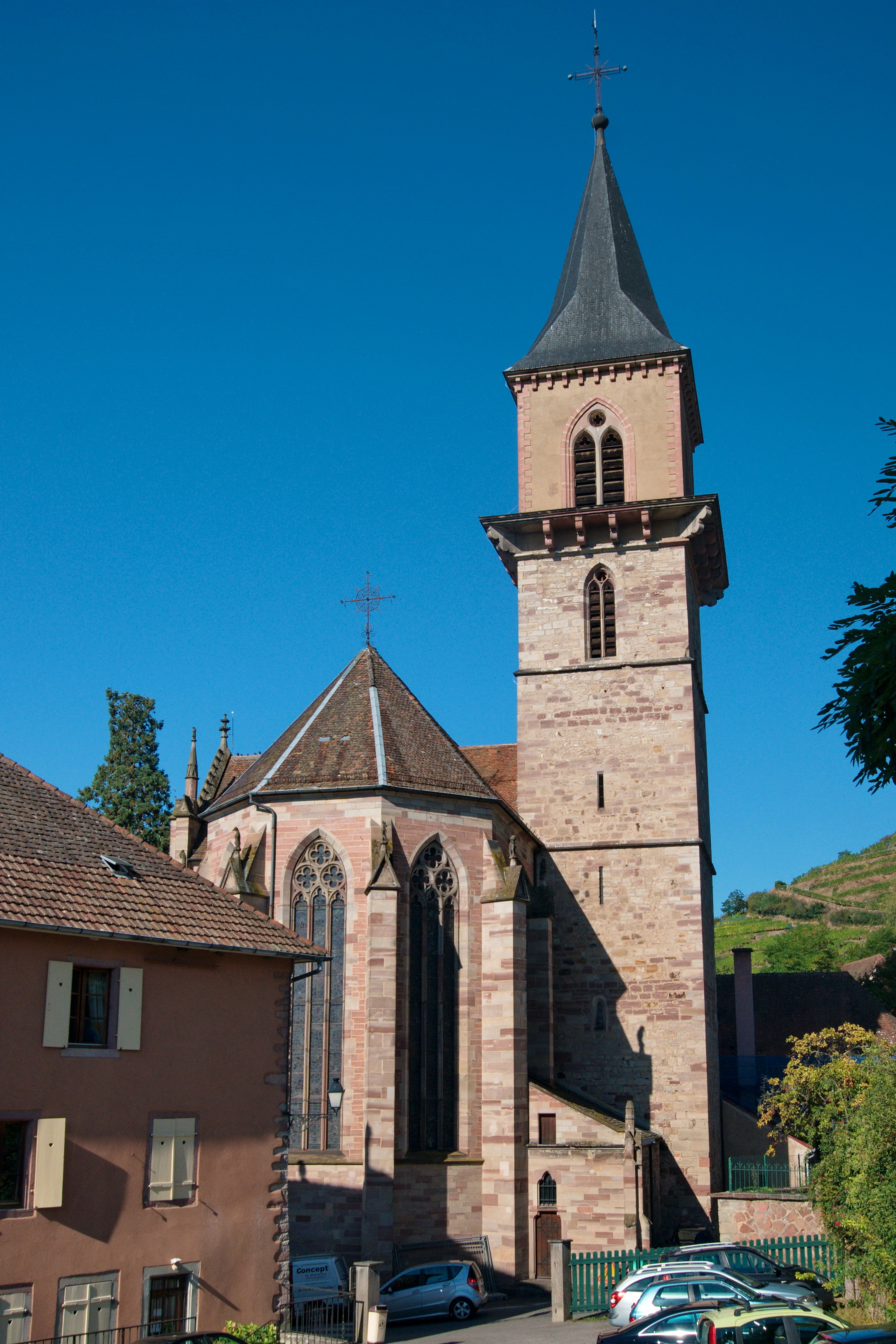
圣格雷瓜尔教堂（法语：Église Saint-Grégoire de Ribeauvillé）
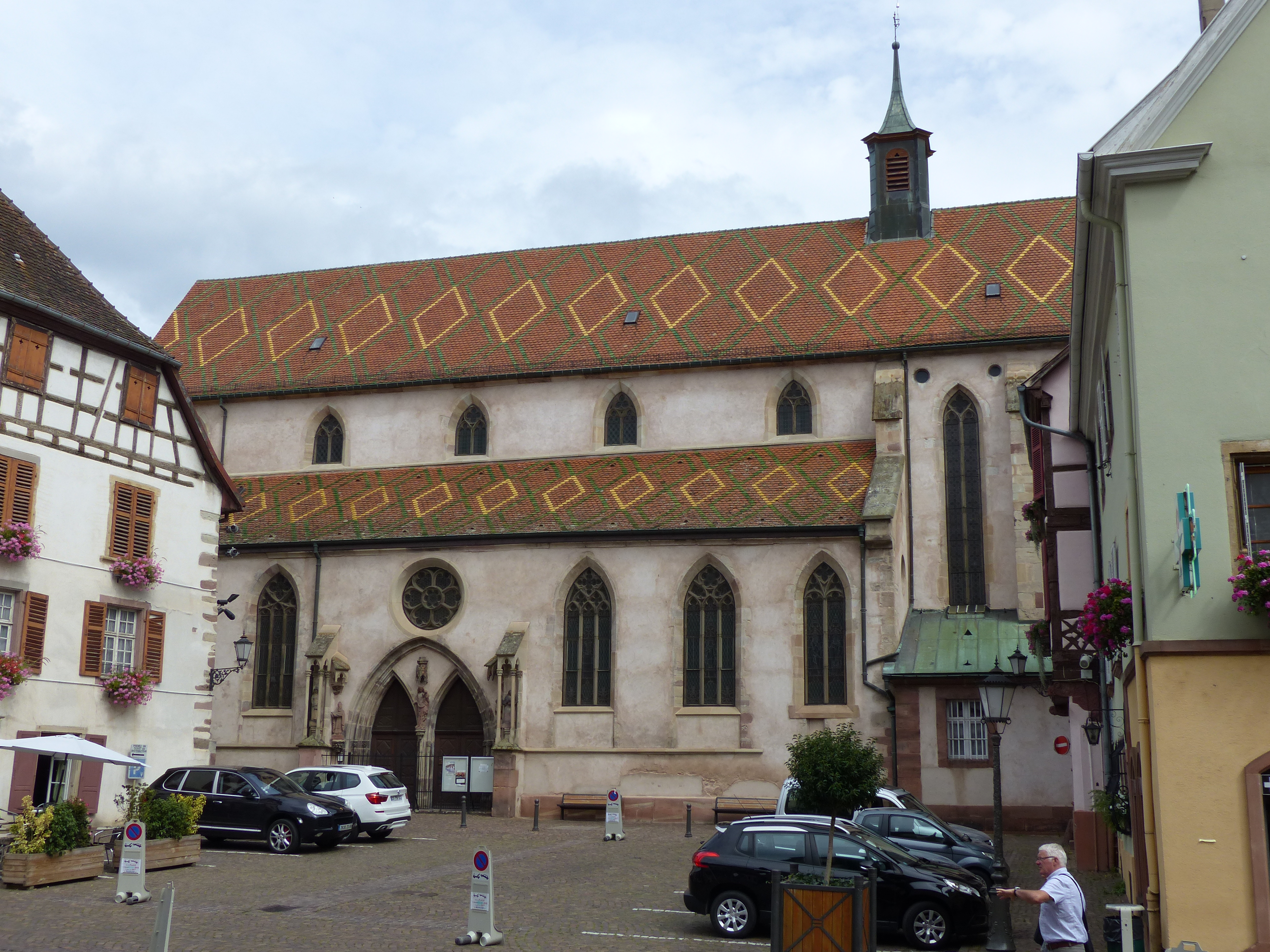
恩赐教堂（法语：Église de la Providence de Ribeauvillé）
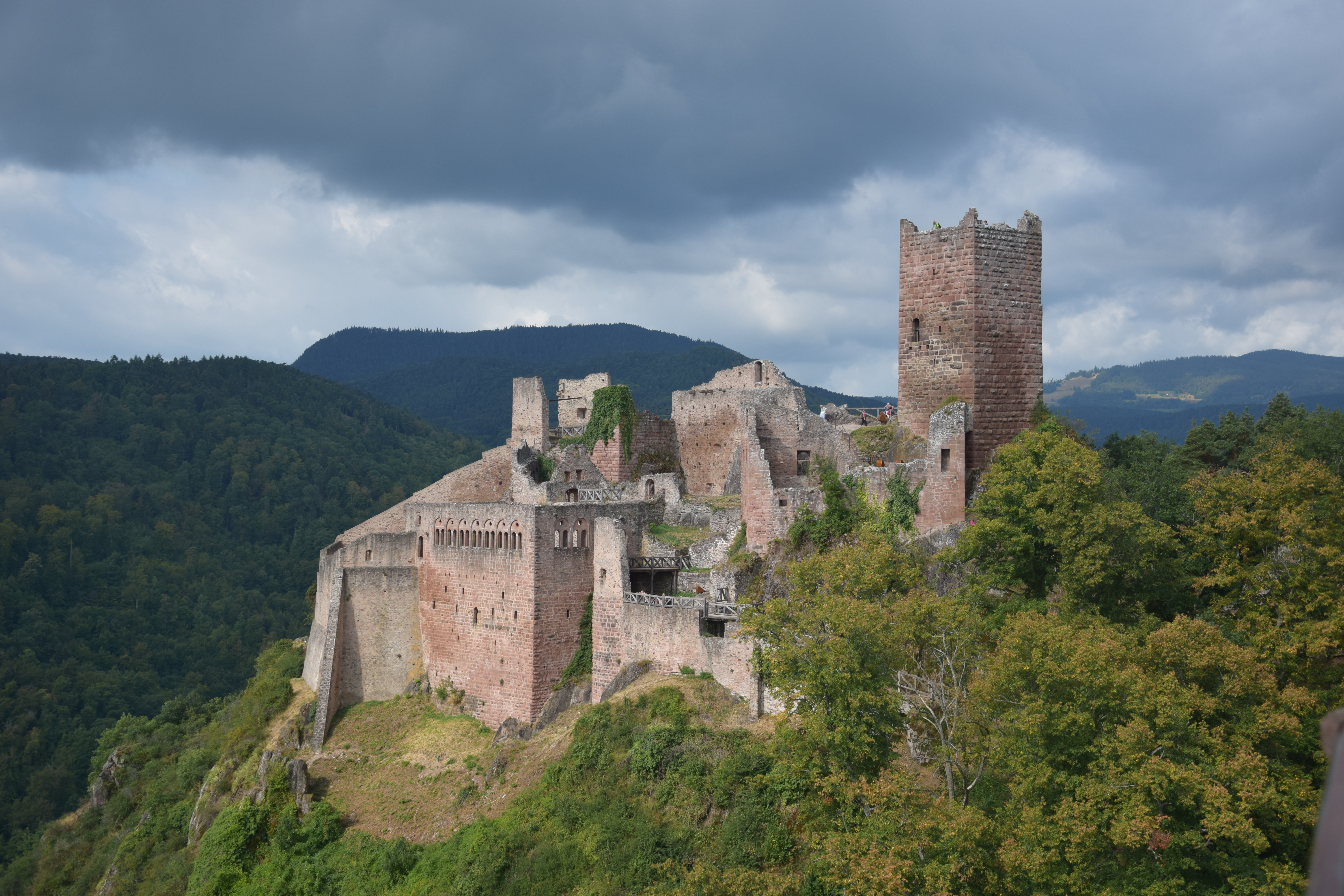
聖烏爾里克城堡
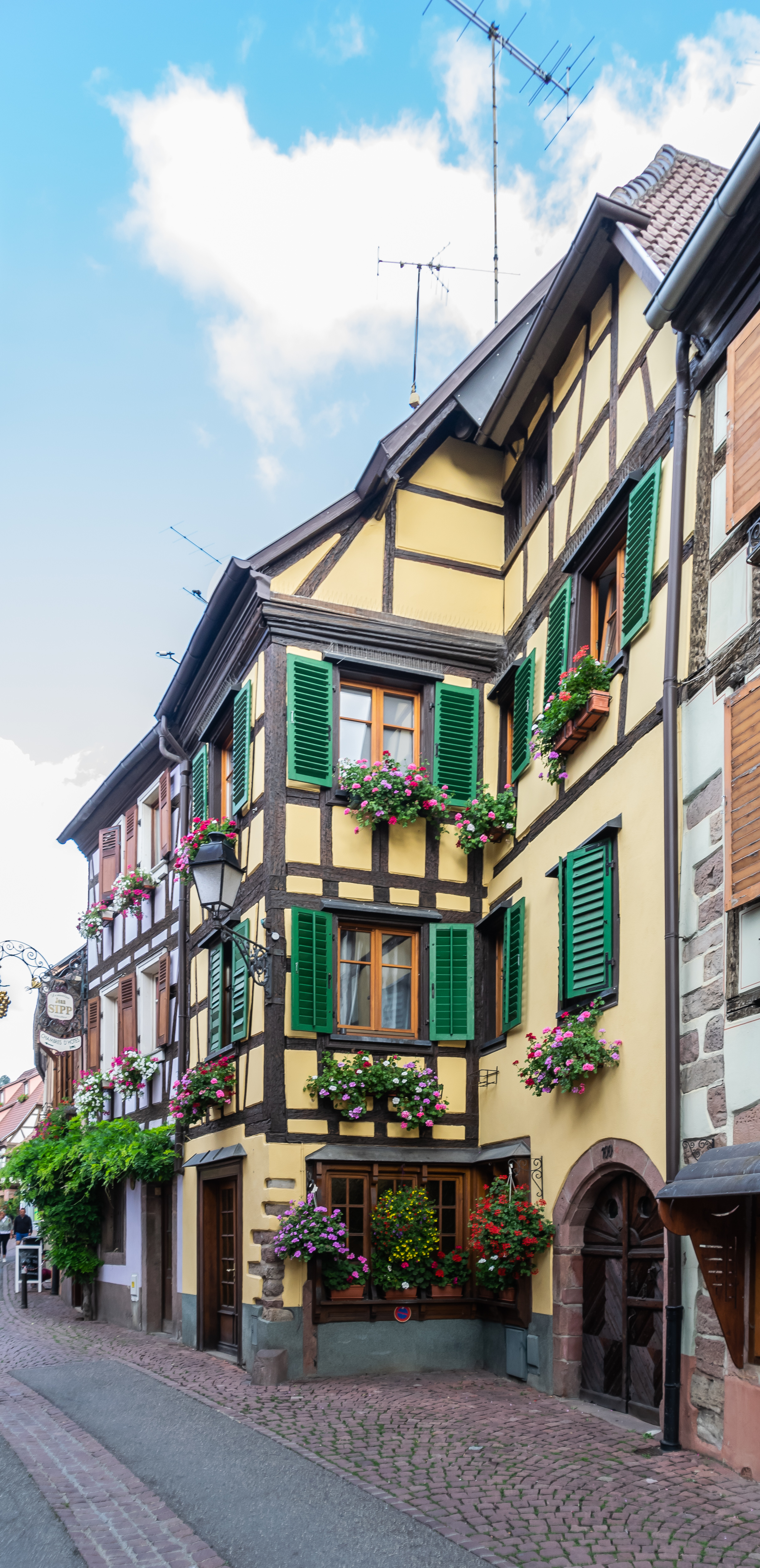
传统民居
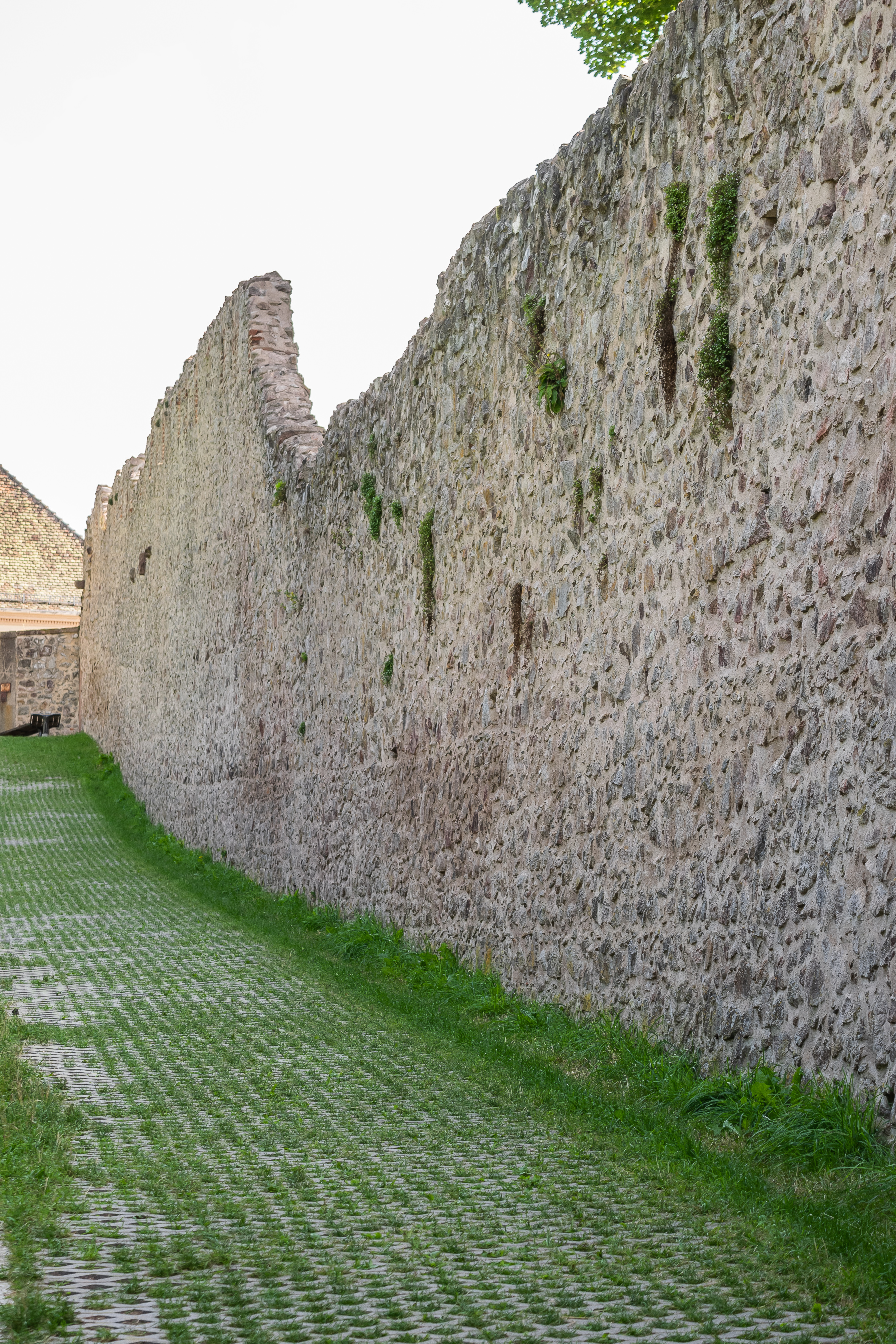
城墙
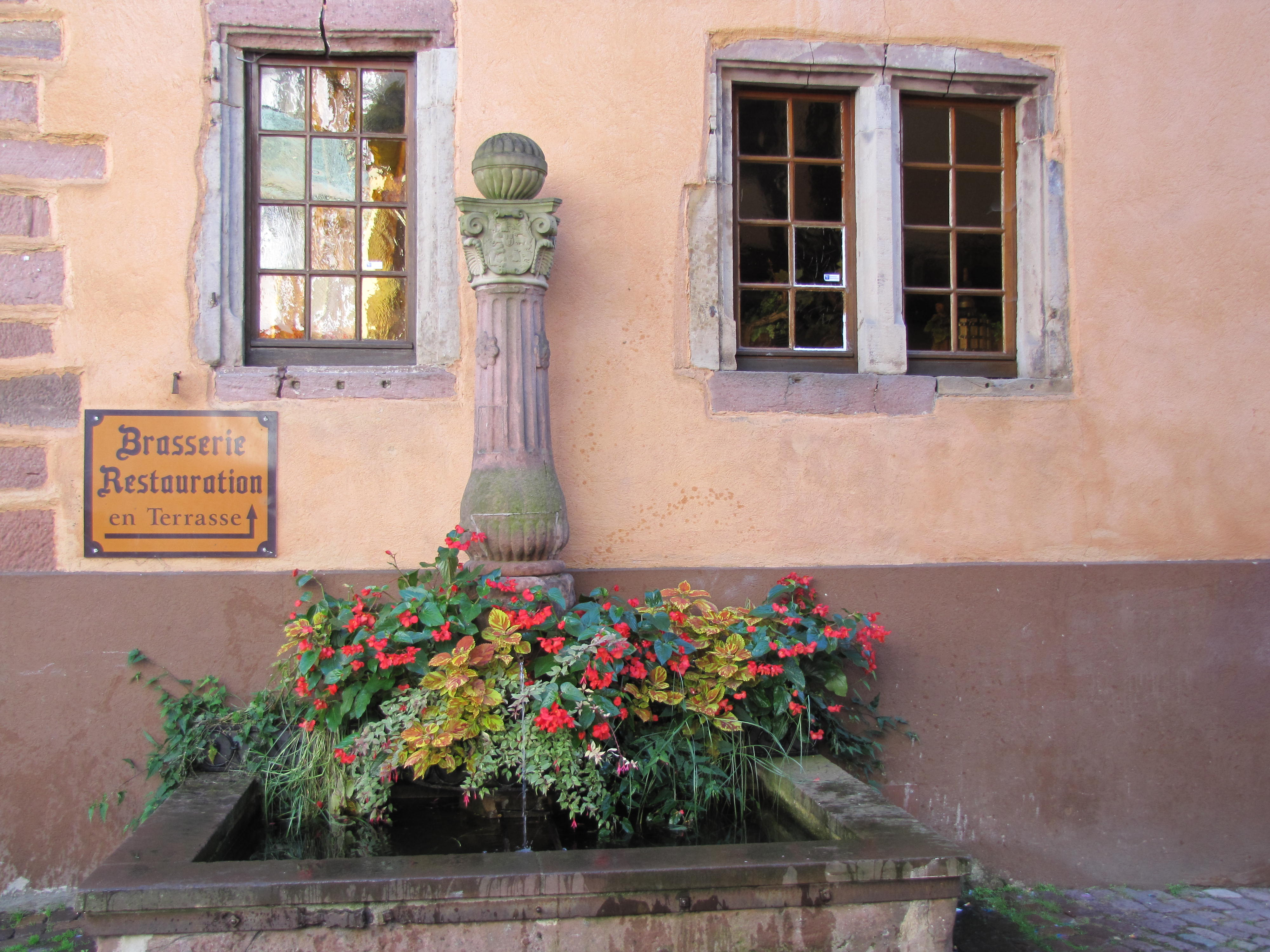
鹿泉

### 旅游

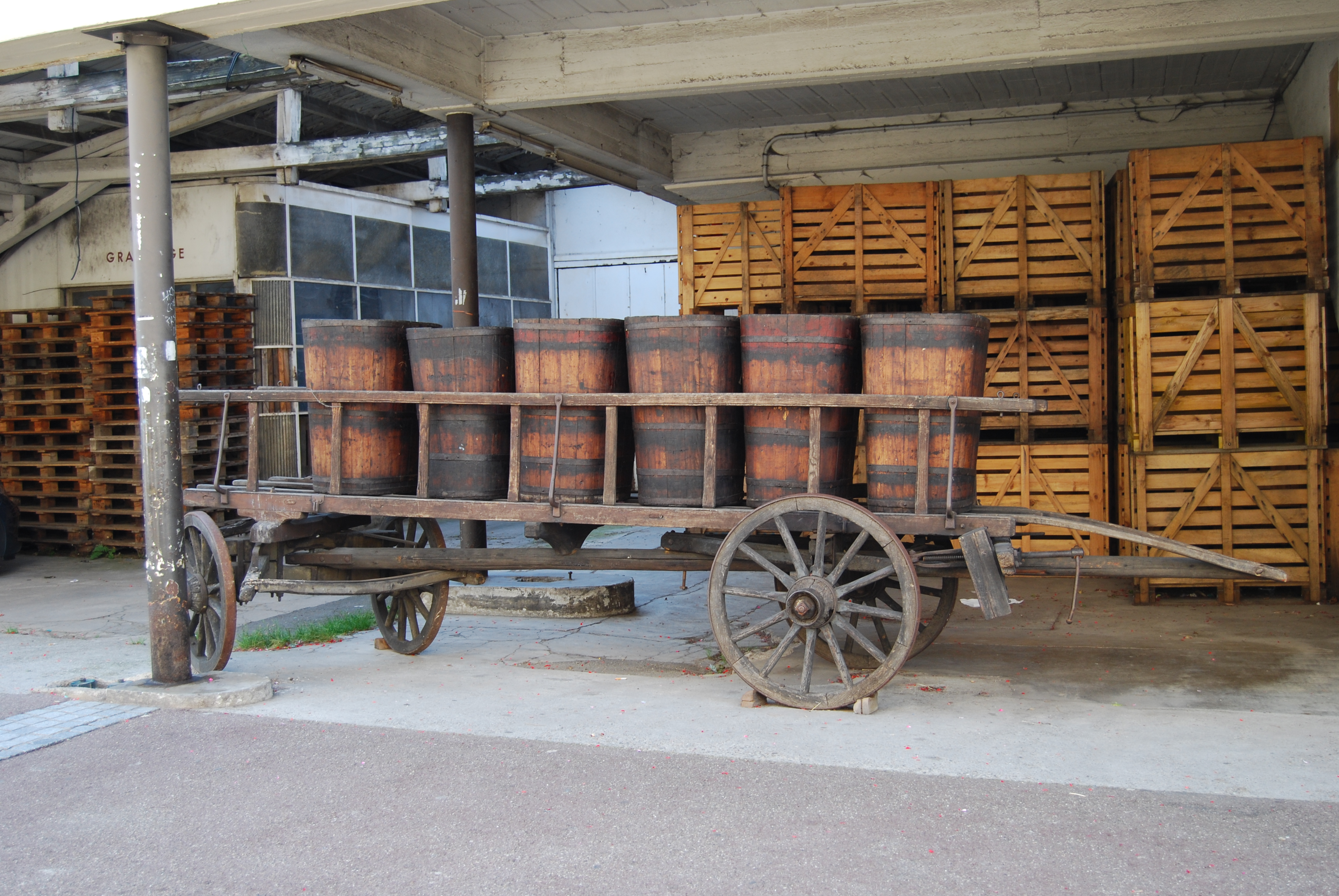
里博维莱的一处酒窖

里博维莱的旅游事务由其所属的里博维莱地区市镇公共社区负责。2021年，里博维莱境内共有9家酒店共计216间房间；另有2个露营地，可容纳共271辆露营车。

### 媒体
法国主要的媒体均可在里博维莱接收，法国电视三台下属的大东部大区频道在部分时段播出里博维莱所属区域的地方新闻。《阿尔萨斯报》、《阿尔萨斯最新消息》、阿尔萨斯电视台、蓝色法兰西阿尔萨斯广播等是当地主要的地方性媒体。

### 葡萄酒
里博维莱是阿尔萨斯产区的重要组成部分，其市镇范围内有大片葡萄酒种植园。

## 友好城市
截至2022年1月，里博维莱共与一座城市互为友好城市关系：
- 德国 兰道